# Zellviabilität
Zellviabilität (Zelllebensfähigkeit, Lebendzellanteil, englisch cell viability) bezeichnet in der Zellbiologie und Mikrobiologie den Anteil lebender Zellen in einer Zellpopulation.

## Eigenschaften
Die Anzahl toter Zellen und die Anzahl lebender Zellen (Lebendzellzahl) ergeben zusammen die Gesamtzellzahl. Die Gesamtzellzahl kann z. B. mit einer Zählkammer unter einem Mikroskop, mit einem Durchflusszytometer oder einem Coulter-Zähler bestimmt werden. Der Tod einer Zelle erfolgt über zwei Mechanismen, die Nekrose und die Apoptose. Die Vitalfärbung ist dagegen keine Methode zur Bestimmung der Zellviabilität, sondern bezeichnet Verfahren zur Färbung von Zellen, ohne sie dabei zu töten.
Der IC50-Wert (engl. inhibitory concentration of half-maximal effect) gibt bei Untersuchungen zur Zytotoxizität die Konzentration einer Substanz an, welche die Zellviabilität um 50 % senkt. In einigen Publikationen wird auch der LC50-Wert (engl. lethal anstatt inhibitory) verwendet, der in diesem Zusammenhang aber identisch mit dem IC50-Wert ist. Dieser Wert ist beispielsweise für die Wirksamkeit von Chemotherapeutika oder auch Desinfektionsmitteln von Interesse. Je kleiner die notwendige Konzentration bzw. die Dosis ist, desto höher ist die Wirksamkeit.

## Nachweisverfahren
Es ist eine Vielzahl von Tests zur Bestimmung der Zellviabilität auf dem Markt, die nach verschiedenen Messprinzipien arbeiten. Die Verfahren umfassen mikroskopische,  fluorimetrische, colorimetrische, luminometrische, durchflusscytometrische und Impedanzänderungsbasierte Methoden. Bei koloniebildenden Mikroorganismen erfolgt meistens ein Surface-viable Count.

## Nachweisprinzipien
Viabilitätsnachweise basieren auf Eigenschaften lebender Zellen wie Endozytose, enzymatische Aktivität, Unversehrtheit der Zellmembran oder Vermehrung. Da jede Methode Schwächen aufweist, werden teilweise fluoreszierende Doppelfärbungen zum gleichzeitigen Nachweis von Apoptose und Nekrose durchgeführt, wie z. B. die Vital-Fluoreszenz-Doppelfärbung mit Propidiumiodid (PI) und Annexin V (siehe unten). Doppelt gefärbte Zellen mit Annexin V und PI zeigen tote Zellen an, während einfach PI-gefärbte Zellen als nekrotisch und einfach AnnexinV-gefärbte Zellen als apoptotisch klassifiziert werden. Im Folgenden ist zu beachten, dass die aufgeführten Nachweise entweder lebende oder tote Zellen nachweisen.

## Messung lebender Zellen

### Endozytosenachweise
Diese Viabilität kann zum Beispiel im Neutralrot-Test durch die Aufnahme des Vitalfarbstoffes Neutralrot (engl. Neutral Red Uptake, NRU) in Zell-Lysosomen durch Endozytose angezeigt werden.

### Enzymatische Nachweise

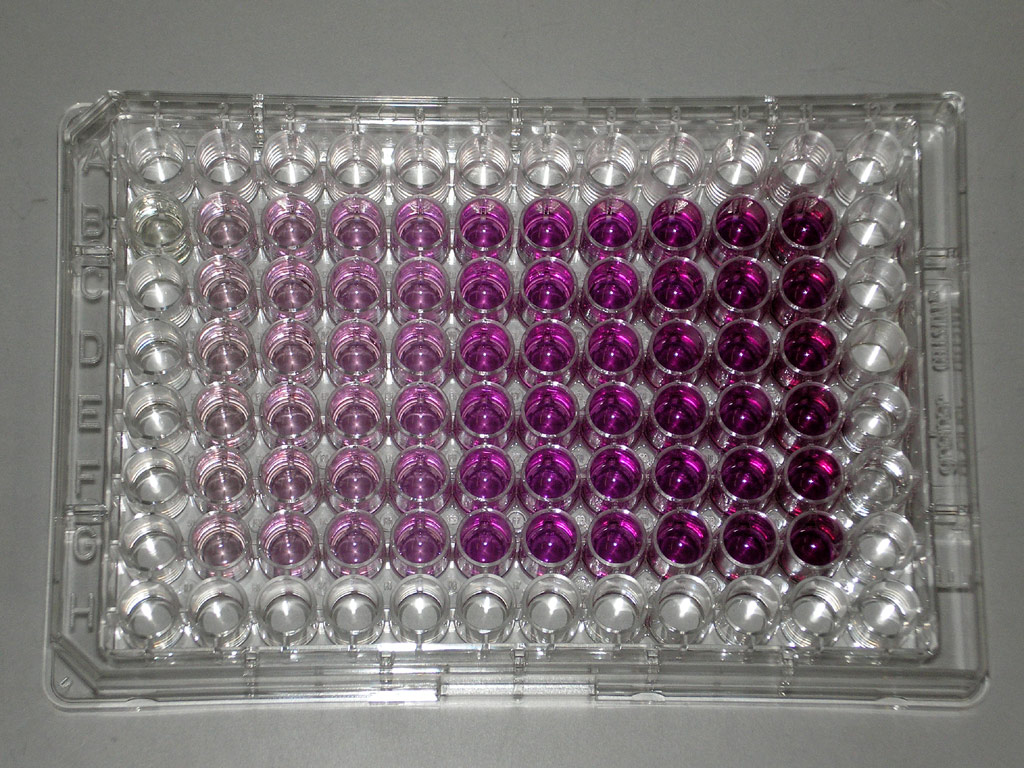
Mikrotiterplatte eines MTT-Assays

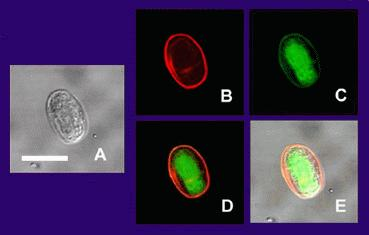
Esterasenachweis mit Fluorescein-Diacetat

Weiterhin werden auch Nachweise enzymatischer Aktivität durchgeführt, die in toten Zellen abnimmt, jedoch teilweise noch vorhanden sein kann. Diese Nachweise färben daher vorwiegend lebende Zellen.
Als Esterasenachweise werden Calcein AM oder Fluorescein-Diacetat eingesetzt. Ebenso kann auch die Aktivität der Lactat-Dehydrogenase (LDH) gemessen werden.
Der Redoxindikator Resazurin, Hydroethidin, der MTT-Test mit 3-(4,5-Dimethyl-2-thiazolyl)-2,5-diphenyl-2H-tetrazoliumbromid oder seinem Analogon XTT sowie die Luciferase-basierten Verfahren weisen über das Redoxpotential indirekt die Glykolyserate lebender Zellen nach.
Bromdesoxyuridin (BrdU) wird zum Nachweis der DNA-Replikation von wachsenden Zellen verwendet.
Der WST-1-Assay (water soluble tetrazolium) dient zum Nachweis einer intakten Atmungskette in Zellen. Viable Zellen mit einem intakten mitochondrialen Succinat-Tetrazolium Dehydrogenase System bewirken eine enzymatische Umsetzung des schwach rot gefärbten Tetrazoliumsalzes WST-1 (4-[3-(4-Iodophenyl)-2-(4-nitrophenyl)-2H-5-tetrazolio]-1,3-Benzol-Disulfonat) in das dunkelrote Formazan. Dieser Farbumschlag kann in einem Spektralphotometer photometrisch gemessen und ausgewertet werden.

### Proliferationsnachweise
Die Messung der Zunahme an wachsenden Zellen in einem gegebenen Zeitraum erlaubt über die Wachstumsrate und die Generationszeit die Viabilität zu bestimmen.

### Gesamtproteinnachweis
Die Kenacidblau-Färbung der Proteine aller Zellen weist nur eine begrenzte Korrelation mit anderen Methoden auf.

## Messung toter Zellen

### Apoptosenachweise
Ein Nachweis der Apoptose kann mit Annexin V, mit Yo-Pro oder über die TUNEL-Methode erfolgen. Nicht alle toten Zellen untergehen einer Apoptose, bei mechanischer Überbelastung sterben Zellen durch Risse in den Zellmembranen (siehe Nekrose).

### Perforationsnachweise

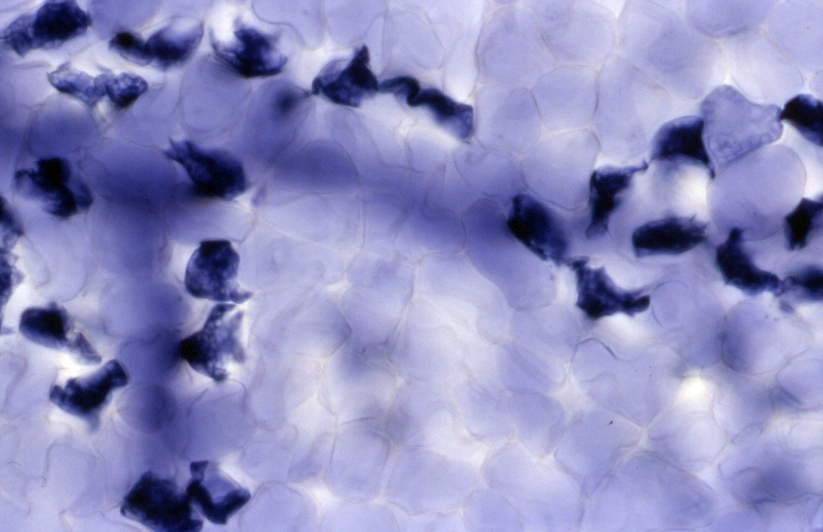
Trypanblaufärbung toter Zellen

Diffusionsbasierte Verfahren verwenden die Perforationsfarbstoffe Trypanblau, Brillantblau FCF, Kristallviolett oder die DNA-interkalierenden Fluoreszenzfarbstoffe 4′,6-Diamidin-2-phenylindol (DAPI), Ethidiumbromid oder Propidiumiodid, die durch perforierte Zellmembranen in tote Zellen eindringen können. Lebende Zellen werden dagegen kaum gefärbt. Perforationsnachweise erfordern aufgrund einer (wenn auch deutlich geringeren) Farbstoffdiffusion auch bei lebenden, intakten Zellen eine zügige Auszählung nach Zugabe des Farbstoffs.